# تپه رازیان
تپه رازیان مربوط به سده‌های اولیه دوران‌های تاریخی پس از اسلام است و در شهرستان کرمانشاه، بخش مرکزی، دهستان رازآور، ۶۰۰ متری شمال غرب روستای رازیان واقع شده و این اثر در تاریخ ۱۵ دی ۱۳۸۷ با شمارهٔ ثبت ۲۴۱۳۲ به‌عنوان یکی از آثار ملی ایران به ثبت رسیده است.